# Chamaepetes unicolor
Guano-preto ou jacu-preto (Chamaepetes unicolor) é um cracídeo encontrado na Costa Rica e Panamá.